# Louis Rossetto
Louis Rossetto (Long Island, 6 giugno 1949) è un giornalista statunitense, fondatore della rivista tecnologica Wired.

## Carriera
Dopo essersi laureato in Scienze politiche (con specializzazione in marketing) alla Columbia University, all'inizio degli anni settanta scrisse un romanzo, Takeover, riguardante l'allora presidente degli Stati Uniti Richard Nixon; in seguito andò a lavorare in Europa e girò un documentario sull'invasione sovietica in Afghanistan.
Nel 1985 si unì allo staff di INK Taalservice, una compagnia di traduzioni ad Amsterdam. Nel 1987 INK lanciò una rivista in lingua inglese, la cui direzione fu affidata a Rossetto, intitolata Language Technology e dedicata alle tecnologie usate per elaborare le informazioni. La rivista fu poi venduta ad una piccola azienda olandese di comunicazioni, che la rinominò Electric Word, ed infine chiusa nel 1990 a causa degli scarsi introiti.
Nel 1991, assieme alla sua compagna Jane Metcalfe (conosciuta in Olanda), ritornò negli Stati Uniti, a San Francisco, in modo da trovare i soldi necessari per creare una nuova rivista basata sulle tecnologie e sull'idea di "rivoluzione digitale": Wired. Nel gennaio del 1993, grazie al supporto economico di Nicholas Negroponte (che vi investì 75.000 dollari), fu pubblicato il primo numero; negli anni successivi, correlati alla rivista, furono creati un sito Internet (HotWired, ottobre 1994), un libro (HardWired) ed un canale televisivo (Wired TV), oltre alla nascita delle prime edizioni estere di Wired in Giappone e Regno Unito.
A causa della rapida espansione della società creata da Rossetto e Metcalfe per la gestione delle attività di Wired, Wired Ventures, i due soci lanciarono un'offerta pubblica iniziale ma, dopo il fallimento di quest'operazione, agli inizi del 1997 dovettero accettare Providence Equity come partner finanziario. La rivista Wired assicurava profitti, mentre le attività on-line, riunite in Wired Digital, non lo erano: per questo motivo, Providence assunse il controllo di Wired Ventures da Rossetto e Metcalfe nell'aprile del 1997. Un anno dopo, nel maggio 1998, Providence vendette la società in più parti, cedendo prima Wired alla casa editrice Condé Nast Publications e poi Wired Digital a Lycos.
Dopo l'esperienza di Wired, conclusasi nel 2001 con la nomina di Chris Anderson alla direzione della rivista, Rossetto ha quasi sempre cercato di non mostrarsi in pubblico, sebbene abbia collaborato al rinnovamento grafico di Reason ed abbia difeso pubblicamente l'intervento militare statunitense in Iraq.